# 新潟農政事務所
新潟農政事務所（にいがたのうせいじむしょ）は、農林水産省の地方支分部局である北陸農政局の出先機関だった。
2011年9月1日施行の「農林水産省設置法の一部を改正する法律」によって廃止された。

## 組織
- 新潟地域センター（新潟市中央区船場町）
  - 佐渡支所（佐渡市千種）
- 長岡地域センター（長岡市千歳 長岡地方合同庁舎）
  - 上越支所（上越市春日野 上越地方合同庁舎）

## 管内事務所
- 信濃川水系土地改良調査管理事務所 （新潟市中央区川岸町）
  - 信濃川水系土地改良調査管理事務所
- 亀田郷農業水利事業建設所 （新潟市江南区亀田本町）
  - 亀田郷農業水利事業建設所
- 阿賀野川右岸農業水利事業所（新潟市北区下土地亀）
  - 阿賀野川右岸農業水利事業所
- 佐渡農業水利事業所（佐渡市千種225）
  - 佐渡農業水利事業所
- 新川流域農業水利事業所（新潟市西蒲区巻甲） 
  - 新川流域農業水利事業所
- 柏崎周辺農業水利事業所（柏崎市南半田）
  - 柏崎周辺農業水利事業所
- 白根郷農地防災事業所（新潟市南区杉菜）  
  - 白根郷農地防災事業所